# Mecanismo de quatro barras

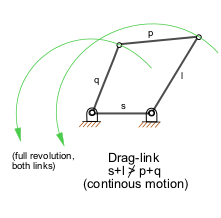
Mecanismo de quatro barras.

Em engenharia mecânica um mecanismo de quatro barras é uma máquina formada por três barras móveis e uma quarta barra fixa. Usualmente as barras são numeradas da seguinte maneira: 
- Barra 2. Barra que proporciona movimento do mecanismo.
- Barra 3. Barra superior.
- Barra 4. Barra que recebe o movimento.
- Barra 1. Barra imaginária que vincula a união.

## Lei de Grashof
A Lei de Grashof é uma fórmula utilizada para analisar o tipo de movimento que fará o mecanismo de quatro barras: para que exista um movimento contínuo entre as barras, a soma da barra mais curta e a barra mais longa não pode ser maior que a soma das barras restantes.